# Morte celular programada
A morte celular programada (MCP) é um programa intracelular que leva à morte de uma célula, podendo ter lugar de várias maneiras. A morte celular programada é conduzida por meio dum processo biológico regulado, que geralmente confere vantagens durante o ciclo de vida dum organismo. Por exemplo, a diferenciação dos dedos e pododáctilos durante o desenvolvimento embrionário humano ocorre porque as células situadas entre os dedos (que inicialmente estão unidos) sofrem apoptose, e fazendo com que os dedos fiquem separados. A MCP desempenha funções fundamentais durante o desenvolvimento dos tecidos de plantas e animais.
A apoptose e a autofagia são as principais formas de morte celular programada, enquanto que a necrose é tradicionalmente considerada um processo não fisiológico que ocorre como resultado duma infecção ou lesão. A necrose é a morte duma célula causada por factores externos, como traumas ou infecções e ocorre de diferentes maneiras. Entretanto, recentemente, descobriu-se uma forma de necrose programada, chamada necroptose, que foi considerada como uma forma alternativa de morte celular programada. Considera-se hipoteticamente que a necroptose pode servir como um seguro de reserva da morte celular por apoptose, usado quando a sinalização da apoptose é bloqueada por factores externos e internos, como vírus ou mutações. Mais recentemente, foram descobertos outros tipos de necrose regulada, que compartem vários eventos de sinalização com a necroptose e a apoptose.
Como a apoptose é a principal forma de morte celular programada, muitas vezes estes dois termos aparecem como sinónimos. Não obstante, conforme se descobriram novos tipos de morte celular programada, este termo foi adquirindo um significado mais amplo.

## História
O conceito de "morte celular programada" foi usado por Lockshin e Williams em 1964, em relação ao desenvolvimento de tecidos de insectos, cerca de oito anos antes de se ter cunhado o termo "apoptose". Desde então, desses dois termos, MCP converteu-se naquilo que hoje em dia adquiriu um significado mais generalizado.
As primeiras ideias sobre o mecanismo deste processo chegaram com o estudo de BCL2, que é o produto dum suposto oncogene activado por translocações cromossómicas que, amiúdo, se encontram no linfoma folicular. Ao contrário doutros genes do cancro, que promovem o cancro estimulando a proliferação celular, o BCL2 promovia o cancro evitando que as células do linfoma se matassem a si mesmas.
A MCP foi atraindo cada vez mais atenção e esforços na sua investigação. Esta tendência fez-se notar com a concessão em 2002 do Prémio Nobel de Fisiologia ou Medicina a Sydney Brenner, H. Robert Horvitz e John E. Sulston pelos seus trabalhos neste campo.

## Tipos

Vias de transdução de sinais da apoptose.

- Apoptose ou morte celular de tipo I.
- Autofágica ou morte celular de tipo II (citoplasmática: caracterizada pela formação de grandes vacúolos que envolvem os organelos numa sequência específica antes da destrução do núcleo celular).[9]
- Outras: entre as quais se destaca a necroptose.

### Apoptose
A apoptose é um processo de MCP que pode ocorrer em organismos pluricelulares. Os eventos bioquímicos que conduzem a alterações celulares características (morfológicas) e à morte. Estas alterações incluem protrusões da membrana plasmática (blebs), encolhimento celular, fragmentação do núcleo celular, condensação da cromatina e fragmentação do ADN cromossómico. Pensa-se que, num contexto de desenvolvimento, as células são induzidas a cometer suicídio enquanto estão em condições homeostáticas; a ausência de determinados factores de sobrevivência podem proporcionar o impulso para o suicídio. Parece haver variações na morfologia e na bioquímica destas vias de suicídio; e algumas encaminham a célula por via da "apoptose", outras seguem uma via mais generalizada à deleção, mas ambas geralmente são motivadas genética e sinteticamente. Existem algumas evidências de que certos sintomas de "apoptose", tais como a activação das endonucleases podem ser falsamente induzidas sem entrar numa cascata genética; porém, presume-se que a verdadeira apoptose e a morte celular programada devem ser mediadas geneticamente. Está claro que a mitose e a apoptose estão dalguma forma relacionadas e que o balanço alcançado depende de sinais recebidos do crescimento apropriado ou de factores de sobrevivência.